# Saint-Marin aux Jeux paralympiques d'été de 2012
Saint-Marin participe pour la première fois aux Jeux paralympiques lors des Jeux d'été de 2012 (du 29 août au 9 septembre) à Londres.
Le pays est représenté par un unique athlète, Christian Bernardi, en lancer de poids, catégorie de handicap F55 (athlète en fauteuil roulant). Bernardi n'eut pas à atteindre les minima pour prendre part aux Jeux ; il y fut invité, en vertu du principe olympique d'universalité (afin que tout pays puisse être représenté aux Jeux),,.
Saint-Marin n'obtient pas de médaille à ces Jeux.

## Athlètes engagés

### Athlétisme
Christian Bernardi, en lancer de poids messieurs F55, obtient un résultat de 4,54 mètres, soit 68 points. Il se classe 19e et dernier, loin derrière ses concurrents. (L'Iranien Jalil Bagheri Jeddi remporte l'or avec 11,63 mètres et 988 points, nouveau record paralympique.)